# Parque Nacional Pico Cristal
El Parque Nacional Pico Cristal, también denominado Parque Nacional Sierra Cristal, es un área natural protegida ubicada en el noreste de Cuba, dentro del macizo montañoso Nipe–Sagua–Baracoa. Fue el primer territorio de Cuba declarado legalmente como parque nacional y forma parte del sistema nacional de áreas protegidas. Con una extensión aproximada de 18 537 hectáreas (185,4 km²), su importancia ecológica se basa en su alta biodiversidad, endemismo y función de conservación de ecosistemas montañosos únicos de la región oriental de la isla. Su cima más emblemática es el Pico Cristal, el punto más alto de la provincia de Holguín, con 1 231 metros sobre el nivel del mar.

## Ubicación
El parque se encuentra localizado en la región montañosa de la Sierra de Nipe y la Sierra Cristal, dentro del macizo Nipe–Sagua–Baracoa, en el noreste de Cuba. Abarca territorios de los municipios de Mayarí, Frank País y Sagua de Tánamo, en la provincia de Holguín, y parte del municipio de Segundo Frente, en Santiago de Cuba. Esta ubicación lo convierte en un punto estratégico para la conservación del ecosistema montano y subtropical del oriente cubano.
El acceso al parque puede realizarse desde la ciudad de Holguín, tomando la carretera nacional hacia Mayarí y luego rutas secundarias de tierra que conducen a las zonas internas del parque. Desde Santiago de Cuba, se puede acceder a través del municipio de Segundo Frente. Dada la complejidad del terreno, se recomienda el uso de vehículos todoterreno y la verificación del estado de los caminos antes de viajar, especialmente en temporada de lluvias.

## Características
El relieve del parque está marcado por pendientes pronunciadas, valles escarpados, formaciones kársticas y numerosas elevaciones, siendo la más destacada el Pico Cristal. La cima está coronada por un busto del Mayor General Calixto García, colocado en 1986, que representa un símbolo patriótico y paisajístico de la región. El parque es considerado una de las principales áreas de montaña del oriente cubano, caracterizada por su geología antigua y compleja.

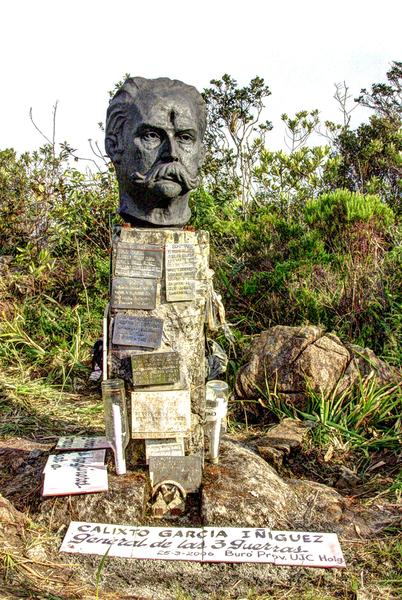
Busto de Calixto García en la cúspide del Pico Cristal.

Además de sus valores naturales, el área posee un significativo valor histórico y cultural, ya que sirvió como refugio para esclavos sublevados durante la colonia y fue escenario de actividades insurgentes en la década de 1950 durante la Revolución cubana.

## Flora
El Parque Nacional Pico Cristal alberga una notable diversidad vegetal. Estudios de biodiversidad han registrado más de 535 especies de plantas, de las cuales aproximadamente 300 son endémicas de Cuba y cerca de 50 son exclusivas de esta región. Entre las especies destacadas se encuentran la Eosanthes cubensis y la Rondeletia cristalensis. La vegetación se distribuye en distintos ecosistemas como bosques de pino (Pinus cubensis), bosques siempreverdes, matorrales y charrascales montanos.
En las zonas bajas del parque también se observan bosques secundarios en proceso de recuperación, que antes fueron utilizados para el cultivo de café. La estructura vertical de la vegetación y su diversidad contribuyen a la complejidad ecológica del parque.

## Fauna
La fauna del Parque Nacional Pico Cristal es una de las más ricas y diversas del oriente cubano, destacándose por su alto grado de endemismo y la presencia de especies en peligro de extinción. Esta diversidad biológica se debe en parte a la variedad de hábitats presentes, que van desde pinares montanos hasta bosques siempreverdes y bosques nublados.

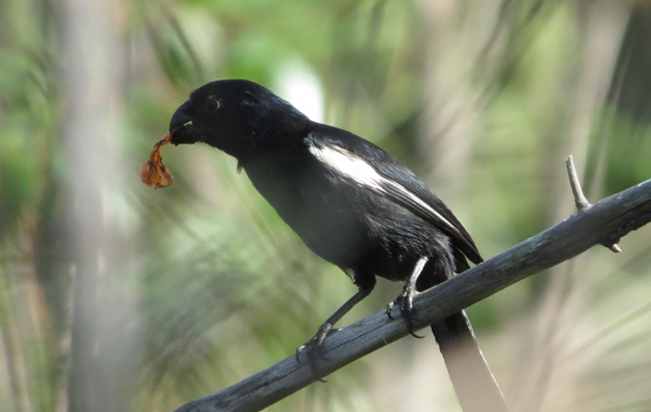
Ave en el Pico Cristal.

Entre las aves, el parque alberga más de un centenar de especies, muchas de ellas endémicas o restringidas a ecosistemas montañosos. Destacan el tocororo (Priotelus temnurus), ave nacional de Cuba, y la cartacuba (Todus multicolor), ambas coloridas y emblemáticas. También es posible observar especies como el zunzuncito (Mellisuga helenae), el ave más pequeña del mundo, el gavilán caguarero (Chondrohierax wilsonii), especie endémica críticamente amenazada, así como diversos búhos, carpinteros y colibríes de montaña.
En cuanto a mamíferos, aunque la diversidad es menor en comparación con otros grupos, el parque es hábitat de especies muy singulares. Una de las más destacadas es el almiquí o solenodonte cubano (Solenodon cubanus), un pequeño insectívoro nocturno considerado un fósil viviente, endémico de Cuba y en peligro crítico de extinción. También se reportan varias especies de murciélagos, que desempeñan un papel esencial en la polinización y dispersión de semillas en el ecosistema.
La herpetofauna del parque también es notable, con una gran representación de anfibios y reptiles endémicos. Se encuentran diversas especies de ranas del género Eleutherodactylus, muchas de las cuales están amenazadas por la pérdida de hábitat. Entre los reptiles, se pueden observar lagartijas del género Anolis y serpientes como la majá de Santa María (Epicrates angulifer), una boa endémica e inofensiva.

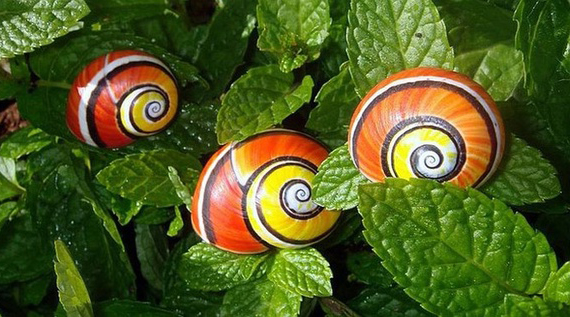
La polimita, caracol terrestre endémico de Cuba

Uno de los invertebrados más famosos del parque y de todo el oriente cubano es la polimita (Polymita picta), un caracol terrestre endémico de Cuba, considerado uno de los más bellos del mundo por la intensidad y variedad de colores en sus conchas. Este molusco, exclusivo de zonas boscosas húmedas, cumple un papel importante en el equilibrio ecológico como consumidor de hongos y algas. Lamentablemente, su belleza lo ha convertido en blanco del comercio ilegal, por lo que se encuentra en peligro y protegido por la legislación cubana.
La entomofauna (insectos) del parque también es diversa y en gran medida endémica, aunque poco estudiada en su totalidad. Mariposas, escarabajos, libélulas y otros insectos forman parte de las complejas redes tróficas del ecosistema.
Gracias a su aislamiento geográfico, la topografía montañosa y las condiciones climáticas particulares, el Parque Nacional Pico Cristal se ha convertido en un refugio natural para numerosas especies que han desaparecido en otras regiones de Cuba. Esto convierte al parque en un área prioritaria para la investigación científica, la conservación de la biodiversidad y la educación ambiental.

## Clima

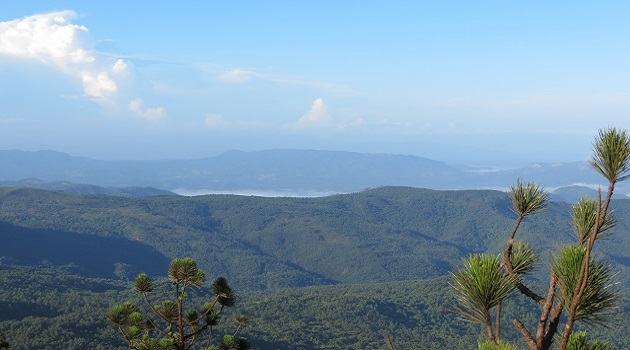
Parque Nacional Pico Cristal.

El clima en el parque es tropical de sabana, con estación seca bien definida entre noviembre y abril. Las temperaturas promedio rondan los 30 °C, con variaciones según la altitud. La temporada lluviosa, que se extiende de mayo a octubre, incrementa la humedad y propicia el desarrollo de una vegetación exuberante, aunque dificulta el acceso a ciertas zonas. La mejor época para visitarlo es durante los meses de clima seco, especialmente entre noviembre y abril, cuando las condiciones son óptimas para el senderismo y la observación de flora y fauna.

## Hidrografía
El Parque Nacional Sierra Cristal constituye una importante región hidrográfica en el oriente cubano. Su geografía montañosa da lugar al nacimiento de numerosos ríos, arroyos y quebradas, cuyas aguas contribuyen al sistema fluvial del oriente de Cuba. Entre los cursos de agua más relevantes que nacen en esta área protegida se encuentran el río Talega, el Jiguaní del Sur, el Cautillo, el Levisa y el Mayarí.
Estos ríos, formados por el escurrimiento de las lluvias en las laderas montañosas, presentan un caudal variable que depende en gran medida del régimen pluviométrico de la zona, que puede alcanzar hasta los 2.000 mm anuales. Las cuencas hidrográficas que atraviesan el parque son vitales para el equilibrio ecológico de la región, ya que abastecen de agua dulce a numerosas comunidades aguas abajo y sostienen diversos ecosistemas dentro del área protegida.

## Conservación
El parque fue declarado como área protegida el 12 de abril de 1930, convirtiéndose en la primera reserva natural oficial de Cuba. En 2001 fue ratificado como parque nacional por el Consejo de Ministros y en abril de 2012 fue declarado Monumento Nacional por la Comisión Nacional de Monumentos.

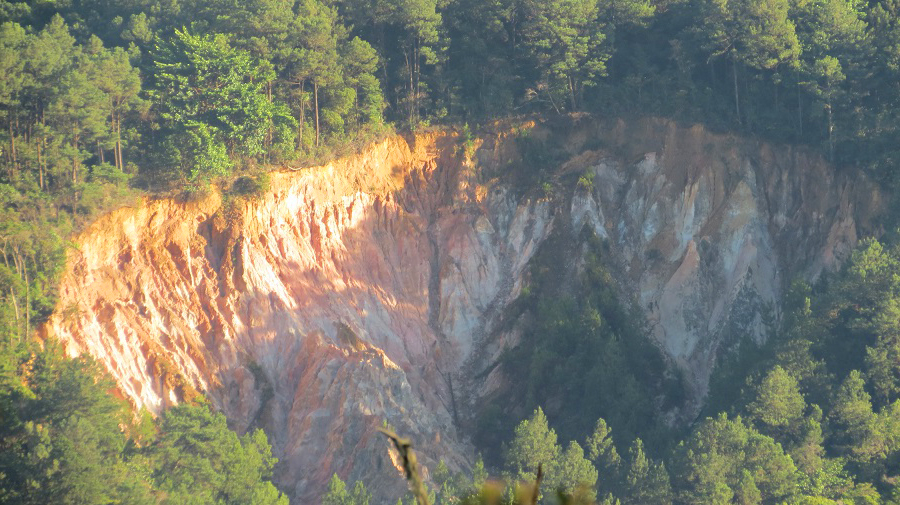
Desfiladero en el parque.

El parque enfrenta amenazas como la tala ilegal, la caza furtiva, la expansión agrícola y los efectos del cambio climático. Estas actividades han afectado la integridad de sus suelos ferralíticos y la supervivencia de especies sensibles como el almiquí y la cotorra cubana.
Entre las acciones de conservación destacan los programas de reforestación, la creación de viveros para especies autóctonas, la educación ambiental y el fomento de prácticas sostenibles con la participación activa de las comunidades locales. La Estación Biológica La Zoilita, junto con otros centros de monitoreo en La Güira, Baconal y Majá, desempeñan un papel clave en la investigación y vigilancia ecológica del parque. Un centro de investigación establecido en 1988 en Pinares de Mayarí monitoriza la ecología de la región.

## Parque Nacional
Como parque nacional, Pico Cristal se integra dentro del sistema cubano de áreas protegidas, y está dedicado tanto a la conservación de su entorno como al uso sostenible mediante el ecoturismo. Posee rutas señalizadas, áreas de interpretación ambiental y servicios básicos para visitantes.
La observación de fauna y flora es una de las actividades más recomendadas. La variedad de aves coloridas como el catey, el tocororo y la cotorra cubana, y la riqueza vegetal hacen del parque un destino idóneo para amantes de la naturaleza. También es posible encontrar formaciones geológicas, cuevas, ríos y valles que enriquecen la experiencia ecoturística.